# Giovanni Battista Zelotti
Giovannni Battista Zelotti (znany również jako Battista da Verona, Battista Farinati) (ur. 1526, zm. 1578) – włoski malarz z końca epoki renesansu, tworzący głównie w Wenecji.

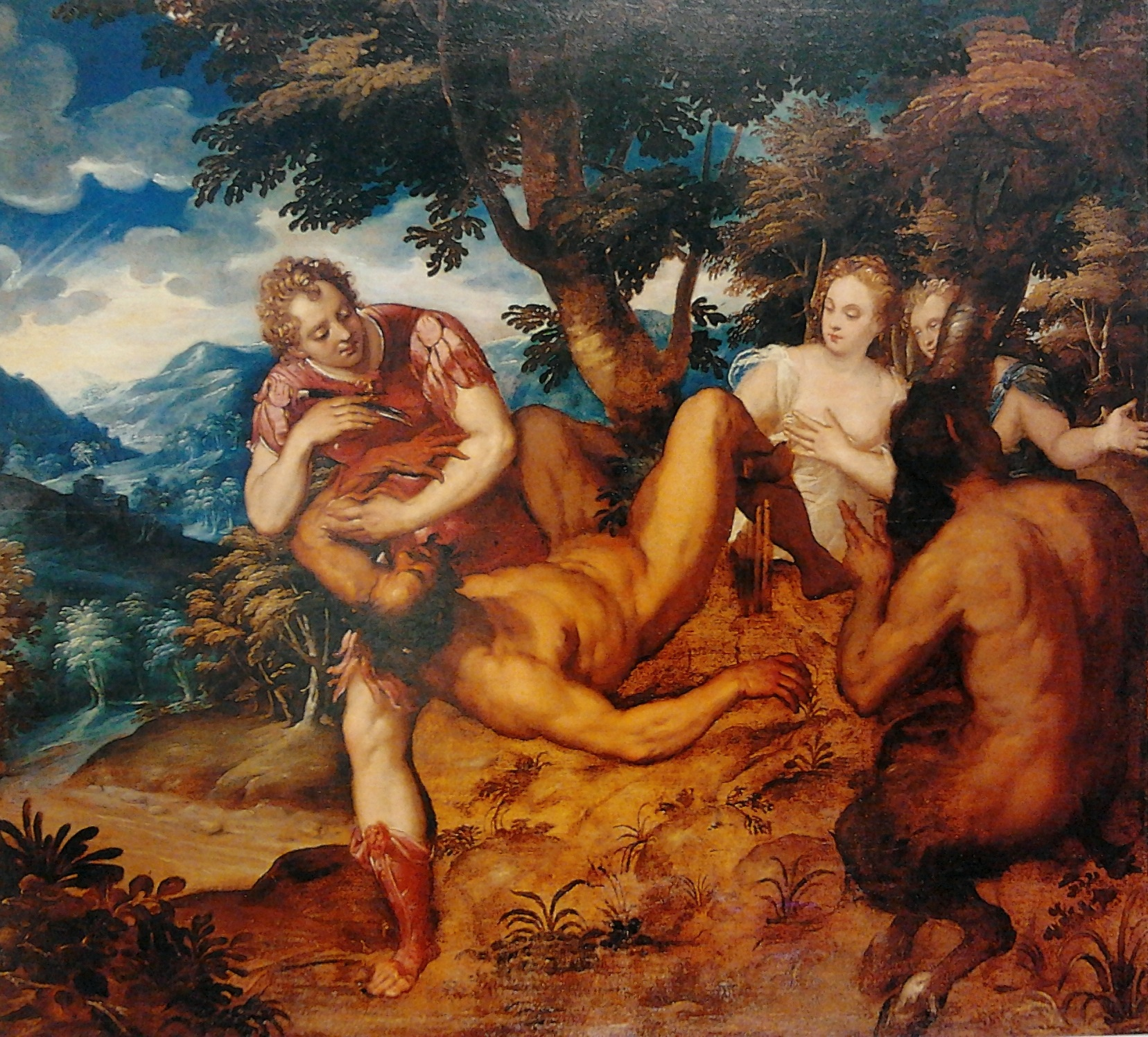
Apollo i Marsjasz, Muzeum Narodowym w Warszawie

Zelotti urodził się prawdopodobnie w Wenecji. Naukę malarstwa pobierał u Antonio Badile, Domenico Riccio i prawdopodobnie u Tycjana. Wraz z Paolo Veronese pracował przy freskach w Villa Soranza położonej niedaleko Castelfranco w 1551 roku, w Wenecji przy udekorowaniu sufitu Sala del Consiglio dei Dieci w Pałacu Dożów (1553-1554) oraz w Bibliotece Marciana (1556-1557) i Palazzo Trevisan (1557) w Murano.
W późniejszych latach Zelotti był aktywny poza Wenecją przyozdabiając freskami wille zaprojektowane przez włoskiego architekta Andrea Palladio. Do najważniejszych należą Villa Emo i Villa Foscari, gdzie pracował wspólnie z Bernardino Indią i Battistą Franco. Wraz z malarzem Giovanni Antonio Fasolo pracował przy Villa Caldogno (około roku 1570) i Palazzo Porto Colleoni Thiene. W 1570 roku dekorował zamek rodziny Obizzi w Battaglia Terme.
Jego prace można również obejrzeć w Muzeum Narodowym w Warszawie, gdzie znajduje się obraz pt. Apollo i Marsjasz.